# (11893) 1991 FZ2
(11893) 1991 FZ2 est un astéroïde de la ceinture principale d'astéroïdes découvert en 1991.

## Description
(11893) 1991 FZ2 a été découvert le 20 mars 1991 à l'observatoire de La Silla, au Chili, par Henri Debehogne.

### Caractéristiques orbitales
L'orbite de cet astéroïde est caractérisée par un demi-grand axe de 3,4 UA, un périhélie de 2,94 UA, une excentricité de 0,03 et une inclinaison de 6,32° par rapport à l'écliptique. Du fait de ces caractéristiques, à savoir un demi-grand axe compris entre 2 et 3,2 UA et un périhélie supérieur à 1,666 UA, il est classé, selon la JPL Small-Body Database, comme objet de la ceinture principale d'astéroïdes.

### Caractéristiques physiques
(11893) 1991 FZ2 a une magnitude absolue (H) de 13,5 et un albédo estimé à 0,201.